# Sürüyolu, Muradiye
Sürüyolu là một xã thuộc thành phố Muradiye, tỉnh Van, Thổ Nhĩ Kỳ. Dân số thời điểm năm 2011 là 812 người.